# (2809) Vernadskij
(2809) Vernadskij ist ein Asteroid des Hauptgürtels, der am 31. August 1978 vom russischen Astronomen Nikolai Stepanowitsch Tschernych am Krim-Observatorium in Nautschnyj (IAU-Code 095) entdeckt wurde.
Der Asteroid gehört zur Nysa-Gruppe, einer nach (44) Nysa benannten Gruppe von Asteroiden, die auch als Hertha-Familie bekannt ist (nach (135) Hertha).
(2809) Vernadskij wurde nach dem russischen Geologen, Geochemiker und Mineralogen Wladimir Iwanowitsch Wernadski (1863–1945) benannt, der einer der Begründer der Geochemie, der Radiogeologie und der Biogeochemie war.